# Giovanni Boicelli
Giovanni Boicelli (Vigarano Mainarda, 6 novembre 1857 – Ferrara, 20 giugno 1917) è stato un ingegnere italiano.

## Biografia
Ritrovatosi a soli sei anni di età orfano di entrambi i genitori (la madre Filomena Budri morì appena trentenne nel 1861, il padre Domenico nel 1864), Giovanni Boicelli venne affidato al nonno paterno, che nel 1866 si trasferì a Bondeno. Dopo aver compiuto gli studi tecnici, si iscrisse alla Scuola di applicazione per ingegneri a Torino. Benché proveniente da una famiglia agiata, per poter ultimare il corso di studi richiese (e ottenne) un contributo finanziario alla Provincia di Ferrara e conseguì la laurea in ingegneria civile nel 1884.
Tornato nel ferrarese, venne assunto dall'impresa Valentini-Mazzorin, subconcessionaria per la costruzione della ferrovia Suzzara-Ferrara, ove operò fino al 1888. Dall'anno successivo si occupò delle opere di bonifica nella sua provincia come coadiutore dell'ingegnere capo della Società per la bonifica dei terreni ferraresi e approfondì problemi di carattere idrografico che risultarono per lui importanti negli ultimi anni di attività.
Nel 1894 vinse il concorso come capo dell'ufficio tecnico di Città di Castello e si impegnò nella salvaguardia del territorio della cittadina perugina dalle inondazioni del Tevere. Rientrato nella sua provincia d'origine nel 1897, Boicelli continuò a dedicarsi a questioni idroviarie progettando ad Argenta il ponte in cemento armato sul Reno sulla strada che collega Ferrara alla Romagna, il ponte in ferro sul Po fra Pontelagoscuro e Santa Maria Maddalena, importante anello di congiunzione fra Emilia-Romagna e Veneto, e, sempre sul Po, il ponte in ferro ad Ariano nel Polesine. Ancora oggi queste tre strutture sono di significativa importanza nei rispettivi collegamenti viari. 
Divenuto nel 1908 ingegnere capo della Provincia di Ferrara, la sua opera più importante fu il progetto di collegamento, ad ovest della città di Ferrara, del Po con il Volano, uno dei rami del Delta, elaborato a partire dal 1910 e presentato per l'approvazione nel giugno 1917, pochissimi giorni prima della sua morte improvvisa per infarto. Dopo la sua morte il progetto, benché rimaneggiato, venne realizzato e ribattezzato "Canale Boicelli"; tuttora contraddistingue il corso navigabile che unisce il Volano a Pontelagoscuro
Oltre alla realizzazione di idrovie, Boicelli si occupò di questioni di tipo architettonico: in tal senso, al di là della sistemazione urbanistica e della progettazione di alcuni istituti scolastici di Bondeno, il suo maggior impegno nel comune in cui era cresciuto fu speso nella progettazione del nuovo cimitero comunale, detto anche Certosa di Bondeno, realizzato in stile neoquattrocentesco a partire dal 1900. Sue sono inoltre alcune edicole eclettiche nel cimitero della Certosa di Ferrara: la cappella Carletti, la Cini e quella in stile neogotico per la propria famiglia. 
Poco prima della sua morte, Boicelli progettò anche la ristrutturazione della sala del consiglio provinciale nel Castello Estense, oggi detta Sala dei Comuni, appaltata poi nel 1916 a Giovanni Battista Gianotti e considerata idealmente l'inizio dell'art déco in Italia.
Nel 1921 venne pubblicato un volumetto biografico in sua memoria, che si apriva con un suo ritratto fotografico: da questo, il pittore Angelo Longanesi-Cattani ricavò un pastello su carta, attualmente conservato presso gli uffici della Provincia, nel Castello Estense di Ferrara.